# Charaxes pseudobohemani
Charaxes pseudobohemani är en fjärilsart som beskrevs av Jacques Plantrou 1979. Charaxes pseudobohemani ingår i släktet Charaxes och familjen praktfjärilar. Inga underarter finns listade i Catalogue of Life.